# مسجد بني زريق
مسجد بني زريق، (مسجد بني زريق- بتقديم الزاي كزبير- من الخزرج) في المدينة المنورة، كان يقع محل الحظيرة التي تحولت إلى محلات السيد محمود أحمد عند باب جديد المدخل لحي الشونة، وبنو زريق من الخزرج.وهو أول مسجد قرئ فيه القرآن الكريم لاغراض توسعة المسجد النبوي أزيل المسجد واصبح داخل المسجد النبوي.

## ما ذكره المؤرخون
- روى ابن زبالة عن عمر بن حنظلة أن مسجد بني زريق أول مسجد قرئ فيه القرآن، وأن رافع بن مالك الزّرقي لما لقي رسول الله ﷺ بالعقبة أعطاه رسول الله ﷺ ما أنزل عليه في العشر سنين التي خلت، قال: فقدم به رافع المدينة، ثم جمع قومه فقرأه عليهم في موضعه، وهو يومئذ كوم، قال: وعجب النبي ﷺ من اعتدال قبلته.
- وعن مروان بن عثمان بن المعلى قال: أول مسجد قرئ فيه القرآن مسجد بني زريق.
- وعن يحيى بن عبد الله بن رفاعة قال: توضأ رسول الله ﷺ فيه، وعجب من اعتدال قبلته، ولم يصل فيه.
- وروى ابن شبة عن معاذ بن رفاعة الزّرقي أن رسول الله ﷺ دخل في مسجد بني زريق، وتوضأ فيه، وعجب من قبلته، ولم يصل فيه، وكان أول مسجد قرئ فيه القرآن.
- وقال السمهودي : تقدم في المنازل أن محل قرية بني زريق في قبلة المصلى وما والاها في المشرق داخل السور وخارجه، وتقدم في ذكر الدور المحيطة بالبلاط الممتدّ من باب المدينة المعروف بدرب سويقة إلى باب السلام ما يبين أن هذا المسجد كان في قبلة الدور التي عن يمين السالك من درب سويقة المذكور قريبا منه وهو المذكور في حديث السباق بين الخيل التي لم تضمر، قال عياض: وبينه وبين ثنية الوداع ميل أو نحوه.
- وقال السمهودي : وبين ثنية الوداع وبين الموضع الذي ذكرناه نحو الميل، وهو قريب من جهة محاذاة ثنية الوداع في جهة القبلة.

## في الحديث الشريف
- روى مالك عن نافع، عن ابن عمر، أن رسول الله ﷺ سابق بين الخيل التي أضمرت من الحفياء، وكان أمدها ثنية الوداع، وسابق بين الخيل التي لم تضمر من الثنية إلى مسجد بنى زريق ؛ وأن عبد الله بن عمر كان ممن سابق بها.[3]
- قال أبو غسان عن ابن أبي يحيى عن يحيى بن عبد الله بن رفاعة الزرقي، عن معاذ بن رفاعة: أن النبي صلّى الله عليه وسلّم دخل مسجد بني زريق وتوضأ فيه، وعجب من قبلته، ولم يصلّ فيه، وكان أول مسجد قرئ فيه القرآن.[4]

## وصلات خارجية
- مسجد بني زريق (مسجد السبق) من أوائل المساجد التي قرئ فيها القرآن قبل هجرة النبي صلى الله عليه وسلم.
- طيبة نت - مسجد بني زريق في المدينة المنورة